# Balkáni hadjárat (második világháború)
A második világháború balkáni hadjárata 1940. október 28-án kezdődött, amikor az olaszok megszállták Görögországot. 1941 első hónapjaiban Olaszország offenzívája elakadt, és a görög ellentámadás Albániáig nyomult. Németország  igyekezett segíteni Olaszországnak, csapatokat telepített Romániába és Bulgáriába, és keletről támadta Görögországot. Eközben a britek csapatokat és repülőgépeket tettek partra, hogy megerősítsék a görög védelmet. A március 27-én Jugoszláviában <i id="mwFw">történt államcsíny</i> miatt Adolf Hitler elrendelte az ország meghódítását.
Németország és Olaszország Jugoszlávia inváziója 1941. április 6-án, az új görögországi csatával egyidőben kezdődött; április 11-én a Magyar Királyság is csatlakozott az invázióhoz. Április 17-re a jugoszlávok fegyverszünetet írtak alá, és április 30-ra egész Görögország szárazföldi része német vagy olasz ellenőrzés alá került. Május 20-án Németország légi úton megszállta Krétát, és június 1-jére a szigeten maradt összes görög és brit haderő megadta magát. Noha nem vett részt az áprilisi támadásokban, Bulgária röviddel ezután megszállta Jugoszlávia és Görögország egy részét.

## Háttér
Az első világháború után, az Oszmán Birodalom és az Osztrák-Magyar Monarchia összeomlásával az albánok az Olasz Királyságtól kértek védelmet az ország ellenségei, Görögország és Jugoszlávia ellen. 1919-ben a párizsi békekonferencián megerősítették Albánia területi integritását, miután Woodrow Wilson, az Egyesült Államok elnöke ellenezte az európai hatalmak azon tervét, hogy felosszák Albániát szomszédai között. 1925 után azonban Benito Mussolini olasz diktátor Albánia teljes leuralására törekedett. 1928-ban Albánia királysággá vált I. Zogu alatt, aki korábbi miniszterelnök volt. Zogunak nem sikerült az olasz hatalmat távoltartani az albán belügyektől. 1939. április 7-én Mussolini csapatai elfoglalták Albániát, megdöntötték Zogut, és az országot az Olasz Királysághoz csatolták.

## Hadjárat

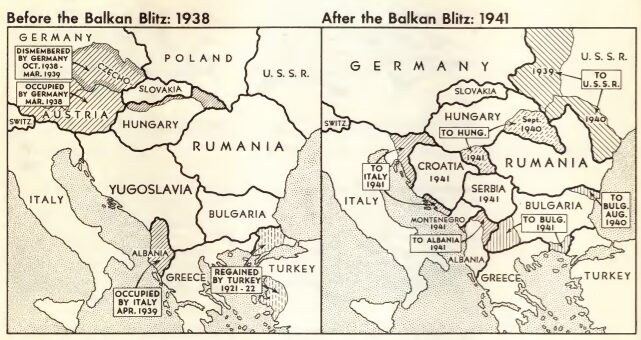
A balkáni határok 1938-as és1941-es változatai

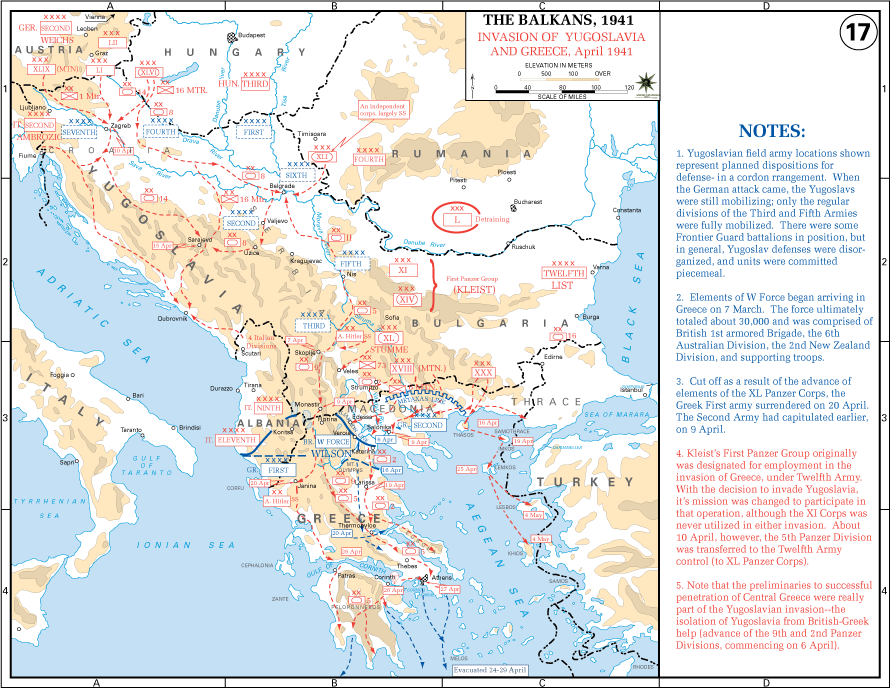
A tengelyhatalmak előrehaladása a Balkánon 1941 elején

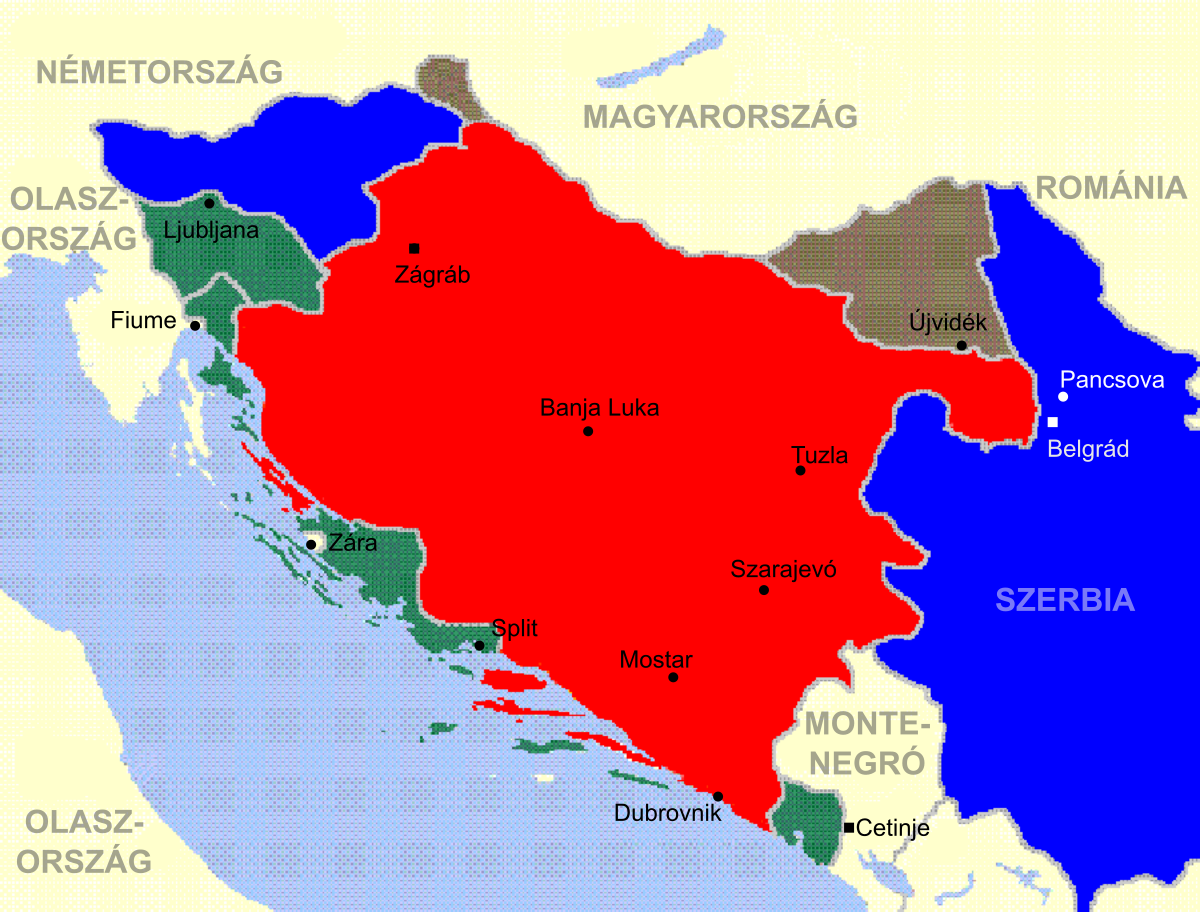
Jugoszlávia felosztása a tengelyhatalmak inváziója után.

### Görögország inváziója
Az olasz invázió Görögország ellen 1940. október 28-tól 1941. április 30-ig tartott. Az olasz csapatok megtámadták Görögországot, ám korlátozott eredményeket értek el. Hamarosan a görögök ellentámadásba lendültek, és az olaszok visszaszorultak az albán határhoz. Az olaszok a tél nagy részét azzal töltötték, hogy stabilizálják a vonalat, így Albánia mindössze kétharmadát birtokolták. Egy nagyon várt olasz offenzíva 1941 márciusában kevés területi nyereséget eredményezett. Németország Adolf Hitler vezetésével áprilisban beavatkozott, és Jugoszlávia sikeres megszállása után megtámadta Görögországot.

### Jugoszlávia inváziója
Jugoszlávia inváziója (más néven "25. hadművelet") 1941. április 6-án kezdődött és a Jugoszláv Királyi Hadsereg feltétel nélküli megadásával ért véget április 17-én. A megszálló tengelyhatalmak (a náci Németország, a fasiszta Olaszország és Magyarország) elfoglalta és feldarabolta a Jugoszláv Királyságot. Bosznia-Hercegovina, Horvátország egyes részei és Szíria összevonásával Németország és Olaszország létrehozta a „Független Horvátország Államot ” ( Nezavisna Država Hrvatska). Az egykori Szerb Királyság és Bánság területén a németek által megszállt szerbiai katonai parancsnokság területén a németek egy bábkormányt neveztek ki, a Milan Nedić vezetésével. Montenegró továbbra is olasz megszállás alatt maradt, Bulgária pedig megkapta Jugoszlávia keleti területeit, beleértve a mai Észak-Macedónia nagy részét is.

## Eredmény

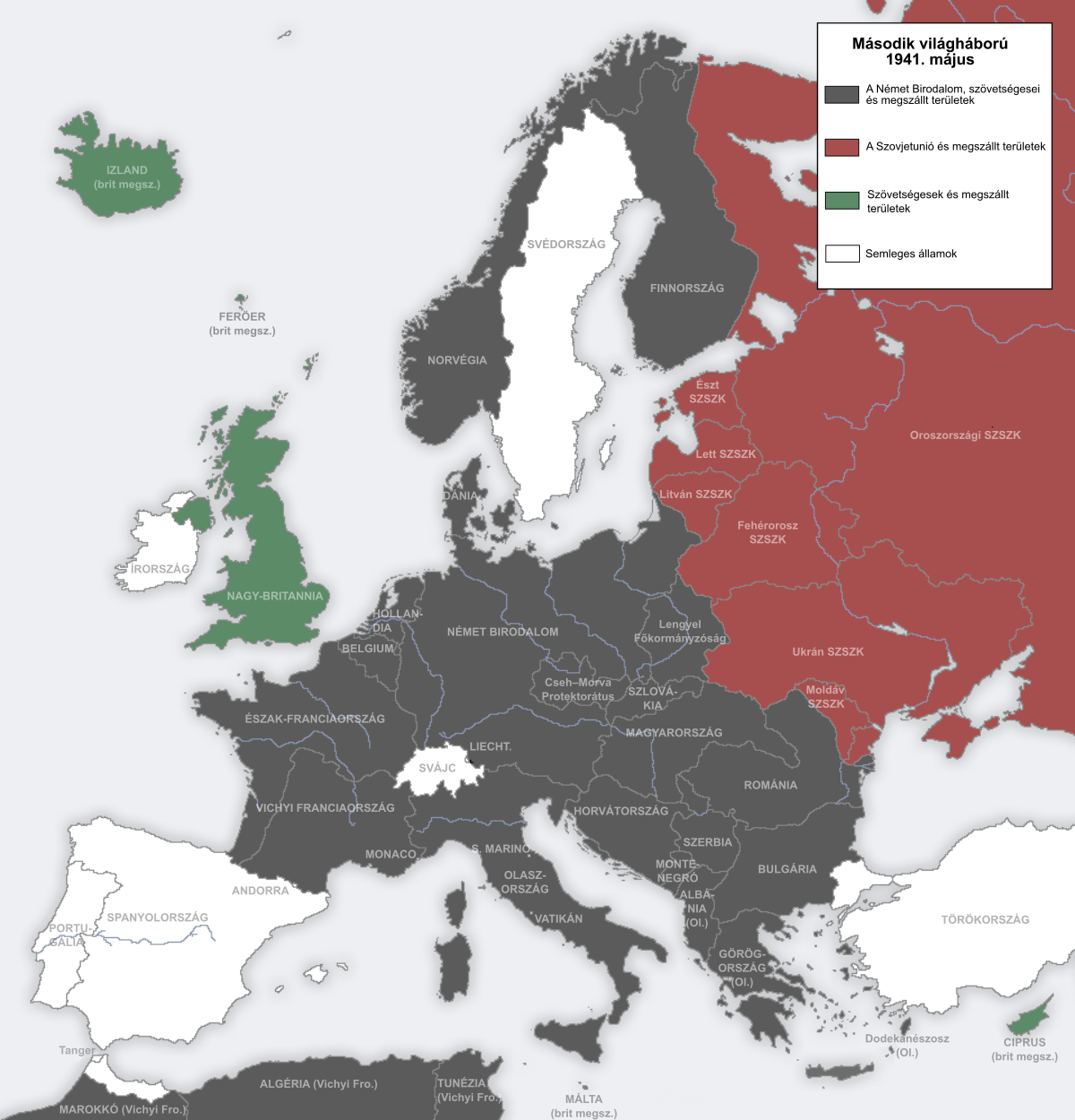
Európa 1941 májusában a balkáni hadjárat végén, közvetlenül a Barbarossa hadművelet előtt

1941. június 1-jére egész Albánia, Jugoszlávia és Görögország a tengelyhatalmak irányítása alá került. Görögországot megszállás alá helyezték, Jugoszláviát pedig feloszlatták és megszállták. Németország jelentős stratégiai előnyre tett szert: közvetlen hozzáférést kap a Földközi-tengerhez.

### Bolgár megszállás
1941. április 6-án, annak ellenére, hogy hivatalosan is csatlakozott a tengelyhatalmakhoz, a bolgár kormány nem vett részt Jugoszlávia és Görögország inváziójában. Április 20-án a bolgár hadsereg elfoglalta Nyugat-Trákia nagy részét és a Németország által már meghódított görög Kelet-Macedónia tartományt azzal a céllal, hogy visszaállítsa az első világháborúval elvesztett kivezető nyílást az Égei-tengerhez. A bolgár csapatok Kelet-Szerbia nagy részét is elfoglalták, ahol felosztották Bulgária és Olaszország között.

### Ellenállási mozgalmak
A háború hátralévő részében az aktív jugoszláv, görög és albán ellenállási mozgalmak arra kényszerítették Németországot és szövetségeseit, hogy katonák százezreit tartsák állandóan a három országban. Különösen Jugoszláviában 1943 után a szövetséges invázió veszélye és a partizánok tevékenysége nagyszabású, több hadosztály bevonásával járó lázadáselhárító műveleteket tett szükségessé.

## Fordítás
Ez a szócikk részben vagy egészben  a   Balkans campaign (World War II) című angol Wikipédia-szócikk ezen változatának fordításán alapul.  Az eredeti cikk szerkesztőit annak laptörténete sorolja fel. Ez a jelzés csupán a megfogalmazás eredetét és a szerzői jogokat jelzi, nem szolgál a cikkben szereplő információk forrásmegjelöléseként.

## Kapcsolódó szócikk
- A második világháború